# Rue Verrier
La  rue Verrier  est une voie de la commune de Reims, située au sein du département de la Marne, en région Grand Est.

## Situation et accès
La rue Verrier appartient administrativement au quartier Europe Chemin Vert, elle porte ce nom depuis 1894 et est une création.

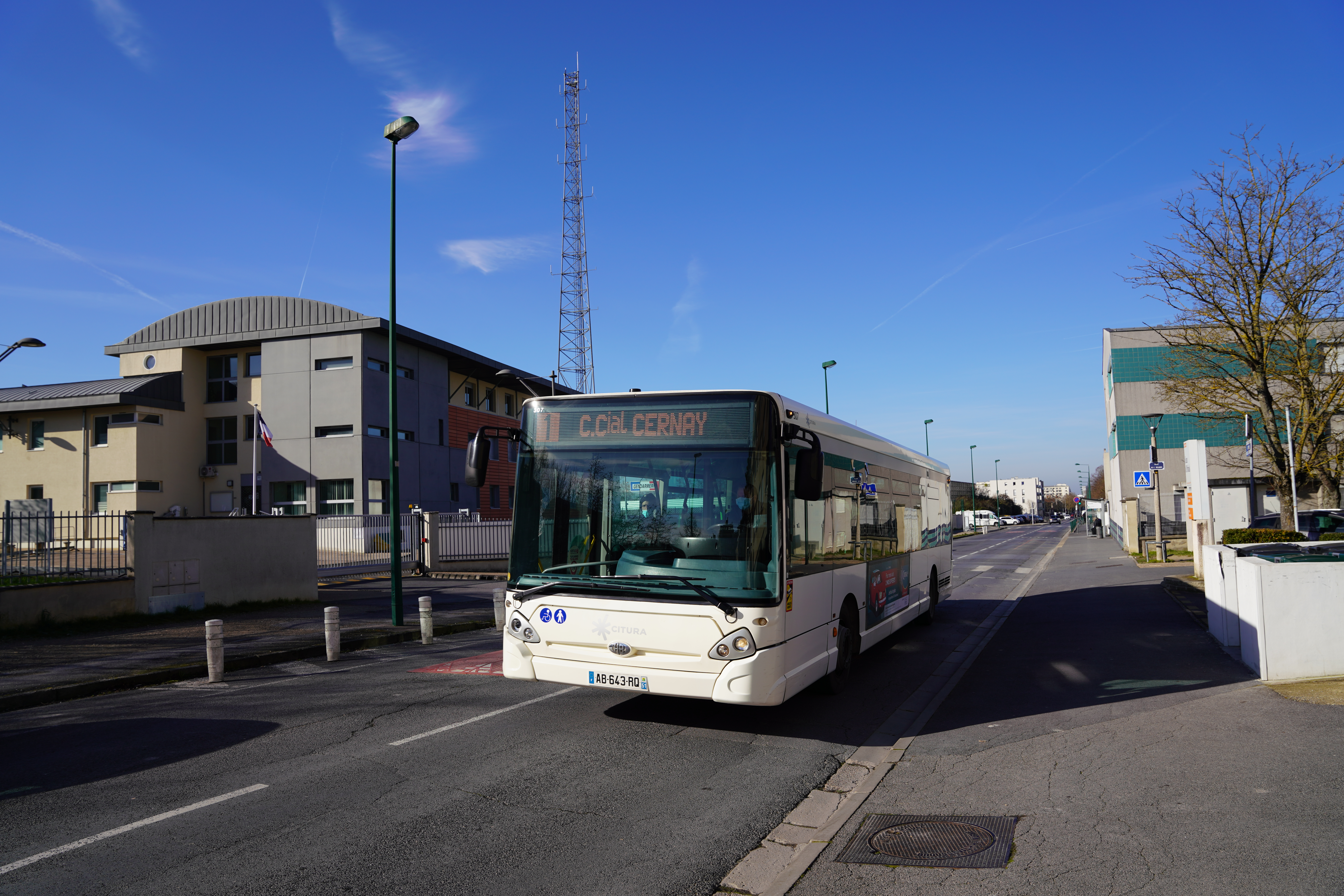
Gendarmerie et ligne de bus.
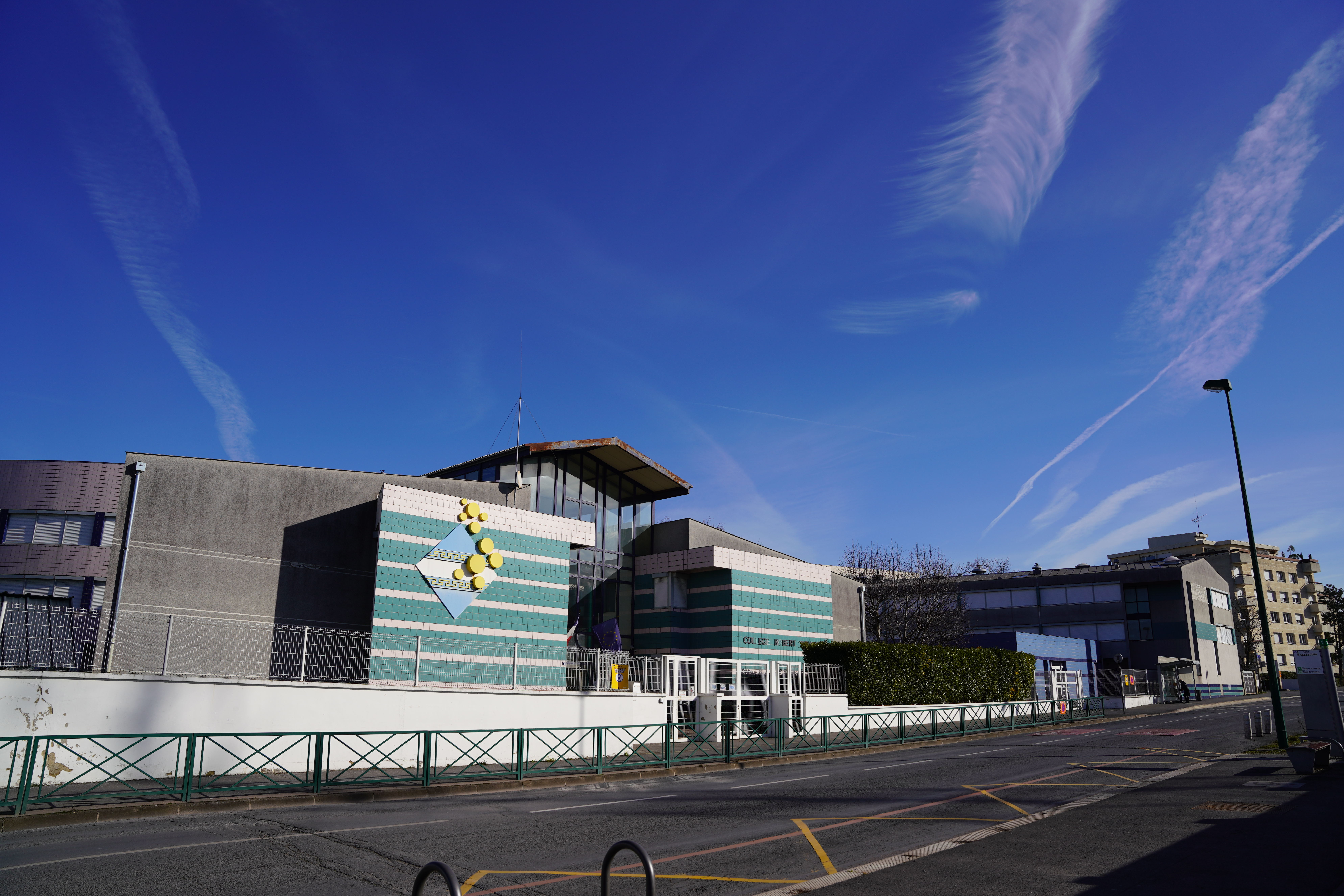
Collège Robert Schumann.

## Origine du nom
Il porte le nom de Marie Claude Bernard Verrier qui, général d'Empire, a dirigé la garnison de Metz.

## Historique
La rue passait entre les casernes Jeanne d'Arc et Louvois qui furent détruites pour laisser place à l'habitat moderne et civil.

## Bâtiments remarquables et lieux de mémoire
La rue longe le square Nathalie d’Esterno, la caserne de gendarmerie, le gymnase Yser et le collège Robert Schumann.